# Wang Haibin
Wang Haibin (chinesisch 王海滨, Pinyin Wáng Hǎibīn; * 15. Dezember 1973 in Nanning) ist ein ehemaliger chinesischer Florettfechter.

## Karriere
Wang Haibin erzielte bei Asienspielen große Erfolge. 1994 sicherte er sich in Hiroshima zunächst mit der Mannschaft die Silbermedaille. Bei den Asienspielen 1998 in Bangkok sowie den Asienspielen 2002 in Busan gewann er sowohl in der Einzel- als auch in der Mannschaftskonkurrenz jeweils die Goldmedaille. Bei Weltmeisterschaften gewann Wang 1994 in Athen mit der Mannschaft sowie 1997 in Kapstadt im Einzel Bronze, im Mannschaftswettbewerb folgten 1999 in Seoul und 2003 in Havanna Silbermedaillen. Viermal nahm er an Olympischen Spielen teil: 1992 in Barcelona und 1996 in Atlanta verpasste er im Einzel und mit der Mannschaft die Finalrunden, während er 2000 in Sydney mit der Mannschaft das Finale erreichte. Nach Siegen über Russland und Italien unterlag die chinesische Equipe Frankreich knapp mit 44:45 und gewann somit Silber. Auch bei den Olympischen Spielen 2004 in Athen zog China, nach Siegen über Südkorea und die Vereinigten Staaten, ins Gefecht um die Goldmedaille ein. Dort unterlag die Mannschaft Italien mit 42:45, sodass Dong erneut die Silbermedaille gewann. In den Einzelkonkurrenzen 2000 und 2004 schied er jeweils in den Vorrunden aus.
Nach seiner aktiven Karriere begann er als Trainer zu arbeiten. Er war unter anderem Trainer der chinesischen Nationalmannschaft sowie der Yale University.